# Idroscalo Sant'Anna
L'idroscalo Sant'Anna è una proprietà del comune di Sesto Calende, nella località di Sant'Anna, interamente compresa nel Parco naturale lombardo della Valle del Ticino.
L'idroscalo tra gli anni '20 e gli anni '30 divenne rampa di lancio per gli idrovolanti, il più famoso dei quali fu il Savoia-Marchetti S.55 pilotato da Italo Balbo nelle trasvolate atlantiche del 1930, 1931 e del 1933. A 50 anni dalla fine della guerra, dopo aver disinnescato le diverse bombe inesplose e aver spianato i crateri delle esplosioni una parte dell'area è stata resa accessibile ed adibita a parco pubblico, chiamato Parco Europa. Alcune tra le strutture superstiti sono state restaurate.

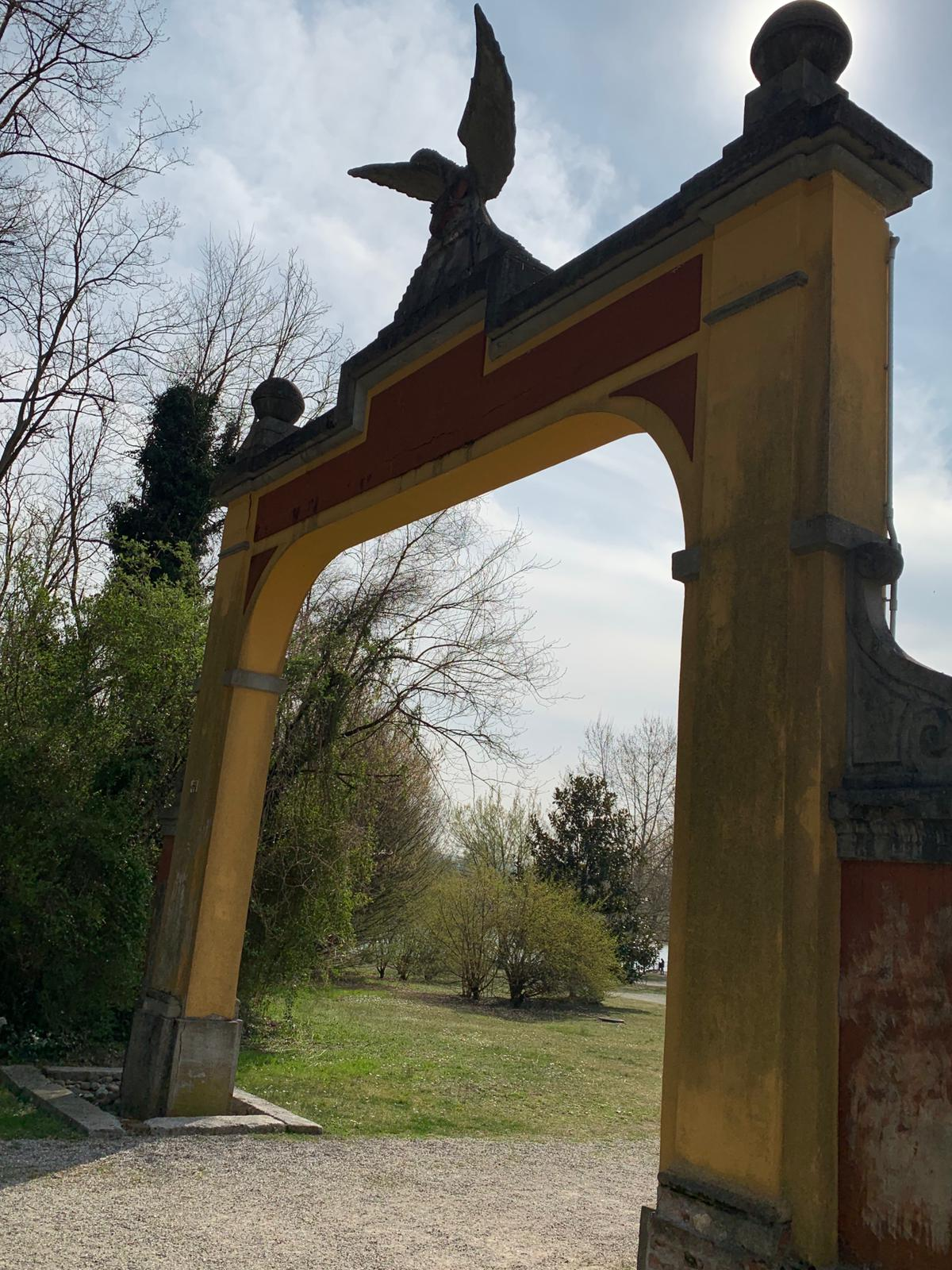
L'ingresso

## Storia
La frazione di Sant'Anna è diventata celebre per l'installazione dell'idroscalo della Savoia-Marchetti, Società Idrovolanti Alta Italia, fondata nel 1915 a Sesto Calende. Partendo da questo idroscalo, nel settembre 1920, Umberto Maddalena conquistò il primato per il più lungo Raid compiuto da idrovolanti volando da Sant'Anna ad Helsinki su di un idrovolante Savoia-Marchetti S.16. Nel 1925 Francesco De Pinedo e il motorista Ernesto Campanelli volarono per 370 ore percorrendo, con l'idrovolante Savoia-Marchetti S.16 detto Gennariello, 55.000 chilometri da Sant'Anna verso Melbourne, Tokio per giungere poi a Roma.
Negli ultimi anni della seconda guerra mondiale, dopo la firma dell'armistizio, l'idroscalo di S. Anna fu occupato dalla Xª Flottiglia, fedele alla Repubblica Sociale Italiana, che istituì una scuola di addestramento dove erano effettuate le prove delle motosiluranti per attacco veloce, prodotte negli stabilimenti della Savoia-Marchetti di Sesto Calende e Vergiate. La scuola, intitolata al comandante Salvatore Todaro, era nota all'aviazione anglo-americana che, insieme al ponte di ferro  sul Ticino, la bombardò più volte.

## Dintorni
La frazione di Sant'Anna è un piccolo agglomerato urbano tra Sesto Calende e Lisanza, immerso in zone che un tempo erano  agricole ed oggi sono residenziali. Nel nucleo centrale dell'insediamento permane il vecchio villaggio industriale, sorto due secoli fa, in funzione della prima vetreria fondata dall'imprenditore milanese G. Rossini. L'insediamento comprende: la villa del proprietario, gli uffici, le case per gli operai, l'osteria e un oratorio privato, donato in seguito alla comunità. Il progetto nacque per volontà dell'imprenditore, oggi permangono alcuni fabbricati che mantengono i caratteri architettonici ottocenteschi.
La chiesa è stata successivamente ampliata e dotata di un campanile intorno al 1860, inoltre un intervento di restauro è stato eseguito nel 1997. L'edificio ha un'unica navata con volta a botte, abside semicircolare, e due cappelle laterali.
Intorno alla prima metà del secolo scorso nella zona entrò in funzione una grande acciaieria che utilizzava ferro di recupero. Quest'ulteriore attività ha lasciato traccia nella toponomastica: la via che conduce alla vetreria si chiama  infatti Via Ferriera. Nei capannoni dell'acciaieria è stato successivamente aperto  poi un grande cantiere nautico e di rimessaggio, che tuttora svolge la sua attività. Sono poi stati aperti nelle immediate vicinanze un secondo cantiere ed un ampio campeggio.

## Parco Europa
Il Parco Europa rappresenta un importante luogo della memoria collettiva, segno di un momento storico in cui Sesto Calende fu al centro dello sviluppo aeronautico italiano e mondiale.
L'arco d'ingresso esibisce un'aquila della regia Aeronautica restaurata, l'arco è affiancato da una delle due garitte che si salvò dalla dispersione. A pochi metri di distanza vi è il bunker antiaereo.
Delle strutture superstiti dai bombardamenti alleati, uno dei due hangar è stato restaurato e oggi ospita mostre e convegni. Il secondo capannone superstite versa in pessime condizioni. All'interno degli hangar venivano assemblati gli idrovolanti e poi i barchini esplosivi.
Dietro i due capannoni, la torre dell'acquedotto è attualmente coperta da rampicanti e ormai poco visibile. Superando i due capannoni, si incontra quella che era la palazzina degli ufficiali: l'edificio, più volte e in più progetti destinato al recupero e al riutilizzo per fini museali, purtroppo ad oggi versa in cattive condizioni. Più avanti lungo la sponda, ma poco visibile si trova il pontile che servì per l'approdo degli idrovolanti. Il Parco Europa venne inaugurato e aperto al pubblico nel 2002.
Nel fabbricato ristrutturato è stato realizzato un salone polivalente e dal 2007 al 2017 è stato sede degli uffici e delle aule della storica scuola di volo Air Vergiate..